# Porotrichopsis flacca
Porotrichopsis flacca är en bladmossart som beskrevs av Theodor Carl Karl Julius Herzog 1916. Porotrichopsis flacca ingår i släktet Porotrichopsis och familjen Lembophyllaceae. Inga underarter finns listade i Catalogue of Life.